# نبرد سالامائوآ-لائه
نبرد سالامائوآ-لائه (انگلیسی: Salamaua–Lae campaign) یکی از نبردهای جنگ اقیانوس آرام بود.